# Ковальчук Микола Силович
Мико́ла Си́лович Ковальчу́к (12 грудня 1918, Полонисте, нині Голованівського району Кіровоградської області — 22 травня 2011, Кримка Первомайський район, Миколаївська область) — український педагог, краєзнавець і літератор. Лауреат літературної премії імені С. Шеврякова.

## Життєпис
Народився 12 грудня 1918 року в поятранському селі Полонистому, нині Голованівський район Кіровоградської області, в багатодітній селянській родині. Українець. За кілька років до Жовтневого перевороту 1917 року батько був обраний волосним старшиною, за що в роки колективізації сім'я була піддана «розкуркуленню». Після закінчення початкової школи, через злидні, протягом 4 років пас селянських корів. Дивом пережив Голодомор 1932—1933 років.
1936 року закінчив семирічку й вступив до Уманського педагогічного технікуму, однак за рік перевівся до педагогічного технікуму в місті Первомайську. По закінченні технікуму направлений директором Сухомлинівської початкової школи Янівського (нині — Іванівського) району на Одещині.
У вересні 1939 року призваний до лав РСЧА Янівським РВК Одеської області й направлений на навчання до Севастопольського училища зенітної артилерії. Учасник німецько-радянської війни з липня 1941 року. У вересні 1941 року під Кременчуком був поранений, потрапив у полон, перебував у таборі для військовополонених, звідки втік. І знову на фронті. Війну старшина М. С. Ковальчук закінчив на посаді командира взводу бойового живлення артилерійського дивізіону 211-го артилерійського полку 23-ї стрілецької дивізії (61-а армія, Перший Білоруський фронт).
Після демобілізації повернувся до педагогічної роботи. Працював учителем, завучем, а з 1967 по 1969 роки — директором Кримківської середньої школи. Заочно закінчив Уманський учительський інститут, а згодом — історичний факультет Одеського державного педагогічного інституту.
Починаючи з 1957 року й до кінця життя мешкав у селі Кримка Первомайського району Миколаївської області. Після виходу на пенсію в 1979 році розпочав краєзнавчу та літературну діяльність. У своєму творчому доробку мав понад 200 різноманітних публікацій у газетах та низку окремих видань.
Помер після тривалої важкої хвороби 22 травня 2011 року.

## Сім'я
Мав двох синів: кандидатів економічних наук професора Владислава Ковальчука і доцента В'ячеслава Ковальчука.
Внук — Ковальчук Всеволод Владиславович — голова правління ПрАТ « НЕК „Укренерго“» з жовтня 2015 по лютий 2020 року.

## Нагороди
Нагороджений орденом «За мужність» 3-го ступеня (14.10.1999), радянськими орденами Вітчизняної війни 2-го ступеня (11.03.1985), Червоної Зірки (14.05.1945) і медалями.
Лауреат літературної премії імені С. Шеврякова.

## Основні твори
- Ковальчук М. С. Під тихий шепіт хвиль ятранських. Сентиментальні повісті. — Тернопіль: Астон, 2002. — 199 с.
- Ковальчук М. С. Катеринка на Кодимі. Історичні розповіді про виникнення та розвиток села. — Катеринка, 2006. — 189 с.
- Ковальчук М. С. Оточення вогневе. Подвиг і трагедія героїв Зеленої Брами. — Тернопіль: Астон, 2006. — 208 с.
- Ковальчук М. С. Не було щастя зранку: новели і повісті. — К.: Азимут-Україна, 2007. — 336с. — ISBN 978-966-8405-45-7.
- Ковальчук М. С. Урочище «Катеринка». Історичні нариси. — Врадіївка: Видавництво Коваленка А. Г. — 2008.— 72 с. — ISBN 978-966-2035-03-2.
- Ковальчук М. С. Розбурхана Ятрань Художньо-документальні повісті. — Тернопіль: Астон, 2010. — 256 с.